# Fort Chambly

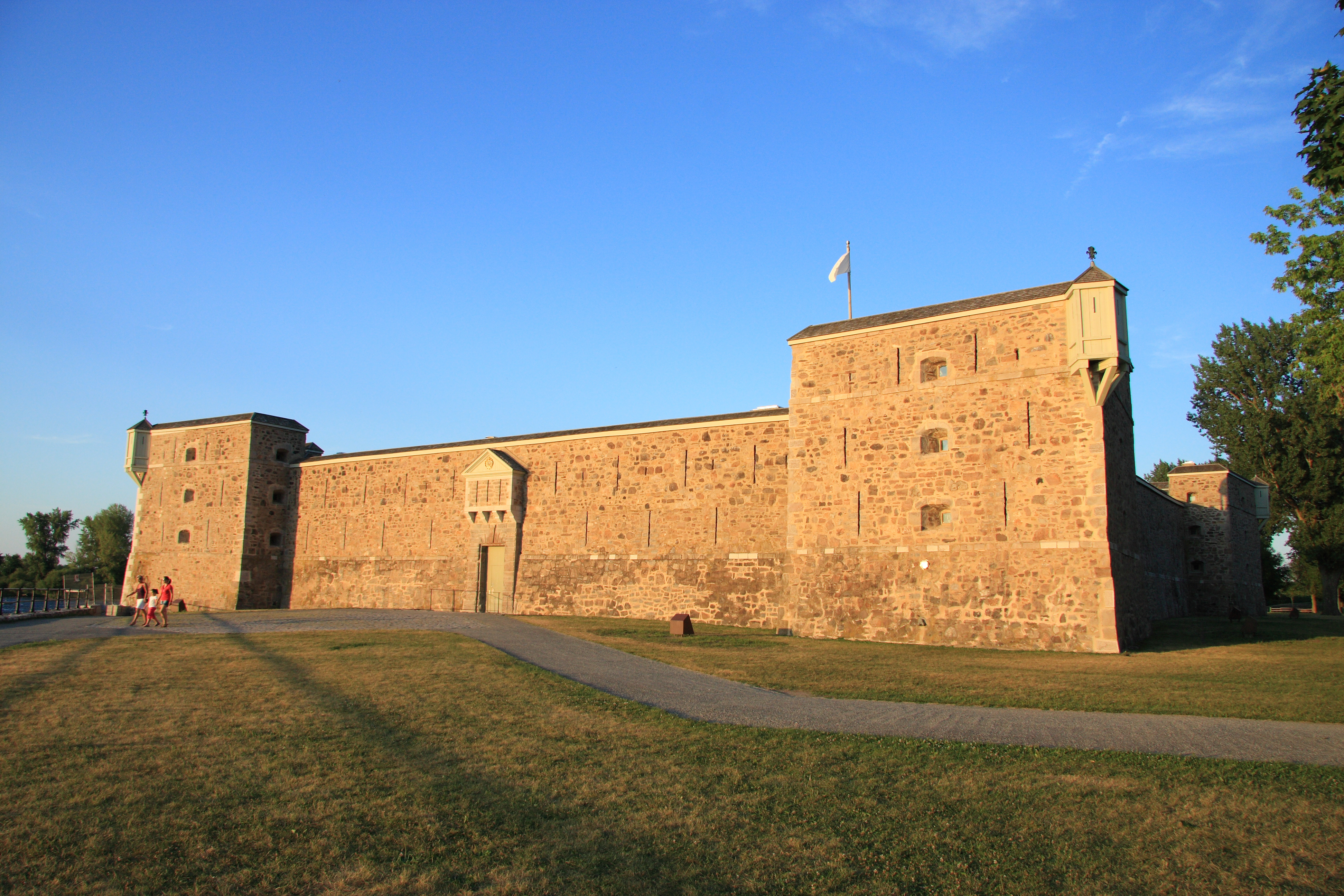
Fort Chambly

Fort Chambly ist ein historisches Fort in der Stadt Chambly in der La Vallée-du-Richelieu Regional County Municipality, Quebec. Es ist seit 1920 in die Liste der historischen Stätten Canadas aufgenommen (National Historic Site of Canada). Das Fort war Teil einer Reihe von fünf weiteren Anlagen, die entlang des Rivière Richelieu gebaut wurden.

## Geschichte
Fort Chambly liegt unterhalb der „Chambly rapids“ (Stromschnellen) am Rivière Richelieu in der Provinz Quebec und war von den Franzosen im Jahre 1711 erbaut worden. Es war das letzte von drei Forts, die an dieser Stelle errichtet worden waren. Das erste, „Fort Saint Louis“, war 1665 durch Capitaine Jacques de Chambly erbaut worden, um diesen Teil von Neu-Frankreich gegen Angriffe der Irokesen zu schützen.

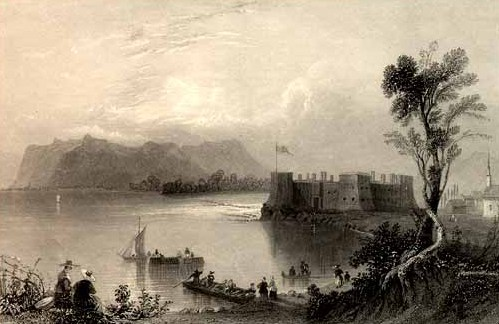
Fort Chambly 1840 by William Henry Bartlett

Nachdem das Fort langsam zu verfallen begonnen hatte, wurde es von den Indianern im Jahre 1702 niedergebrannt, jedoch noch im gleichen Jahr wieder aufgebaut. Von da an wurde es „Fort Chambly“ genannt. Der Krieg zwischen den Franzosen und den Indianern war jedoch bereits im Jahr zuvor mit dem Friedensvertrag von Montreal zu Ende gegangen. Es begann dann der Spanische Erbfolgekrieg, der sich bis in die französischen und britischen Kolonien bemerkbar machte. Angesichts einer möglichen Bedrohung durch Kräfte aus Europa entschied Gouverneur Philippe de Rigaud Vaudreuil 1709 den Bau in massivem Mauerwerk zu erneuern. Architekt war Josué Boisberthelot de Beaucours, der die Anlage zwischen 1718 und 1720 nochmals verstärkte.
Für viele Jahre war „Fort Chambly“ die Schlüsselstellung in der Abwehrkette entlang des Richelieu River, hier lag die optimale Einbruchstelle für eine Invasion nach Neu-Frankreich. Nachdem jedoch weiter südlich 1731 „Fort Saint-Frédéric“ und 1748 „Fort Saint-Jean“ gebaut worden waren, verlor „Fort Chambly“ viel von seiner militärischen Bedeutung. Obwohl es nicht aufgegeben wurde, wandelte man es in ein Depot und eine Relaisstation um. Mit dem Beginn des Siebenjährigen Krieges wurde es reaktiviert und wieder mit Truppen belegt, konnte jedoch die Briten nicht von Montreal und Quebec fernhalten.
Das Bauwerk ging dann während der Franzosen- und Indianerkriege im Jahre 1760 in britische Hände über.
Während des Amerikanischen Unabhängigkeitskrieges fand die Invasion von Kanada durch US-Truppen statt, die das Fort am 20. Oktober 1775 besetzten. Als diese sich im Frühjahr 1776 nach Fort Ticonderoga zurückzogen, zündeten sie die Gebäude an und brannten die Anlage nieder, die dann später wieder instand gesetzt wurde.
Während der Kämpfe irischer Rebellen gegen die Briten in den 1860er Jahren (womit man Großbritannien zwingen wollte, sich aus Irland zurückzuziehen – der sog. Fenian raids) war das Fort mit Truppen belegt. Danach wurde es aufgegeben und verfiel nach und nach. Im Jahre 1882 wurden auf Privatinitiative von Joseph-Octave Dion aus Chambly erste Anstrengungen unternommen, das Bauwerk zu restaurieren. Erst im 20. Jahrhundert anerkannte die kanadische Regierung Fort Chambly als kulturelles und historisches Erbe und begann nun seinerseits Bemühungen zum Unterhalt. Zwischen 1965 und 1985 wurden umfangreiche Grabungsarbeiten durchgeführt. Heute ist der Zustand der Jahre 1718–1720 wiederhergestellt und wird von „Parks Canada“ unterhalten. Unter dem Namen Fort Chambly National Historic Site of Canada ist es dem Publikum zugänglich.

## Sonstiges
Am 28. Juni 1985 veröffentlichte die kanadische Post eine Sonderbriefmarke „Fort Chambly, Que.“, eine von 20 Marken der „Forts Across Canada Series“ (1983 und 1985).

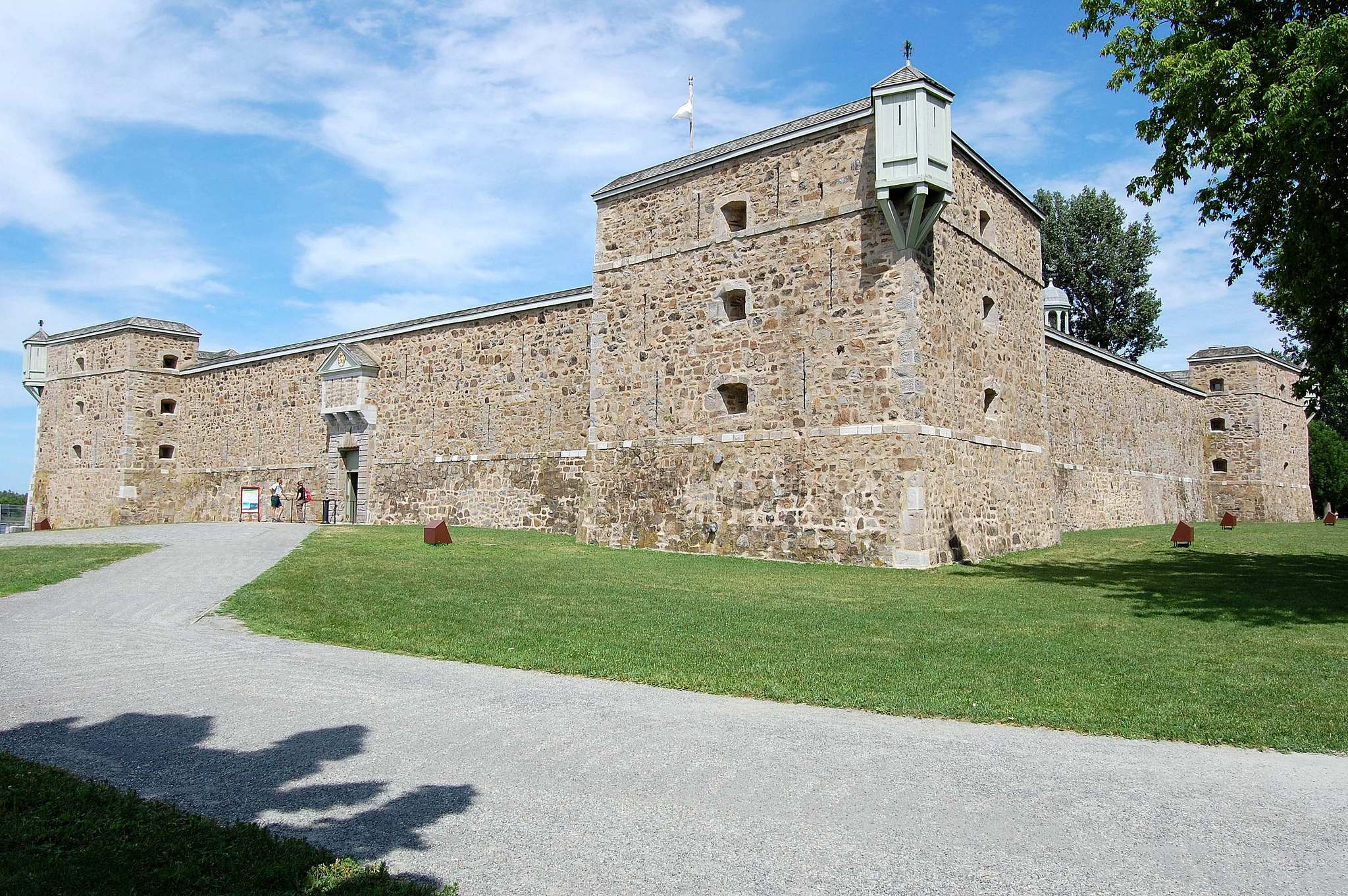
Fort Chambly
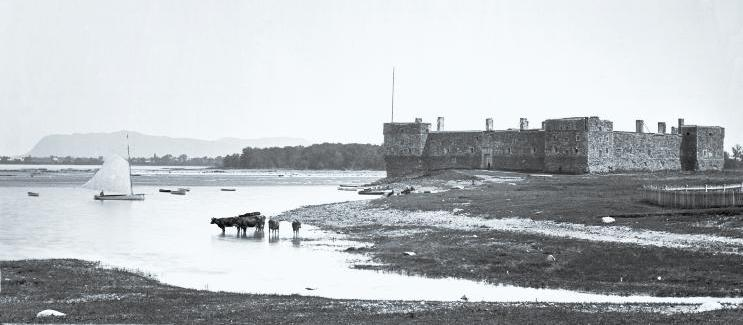
Fort Chambly 1863